# Війна за мантуанську спадщину
Війна́ за мантуа́нську спа́дщину, також Мантуа́нська війна́ — збройний конфлікт за право володіння Мантуанським герцогством та Монферратським маркізатом, що тривав з 1628 по 1631 рік. Часто розглядається як частина Тридцятилітньої війни.

## Передумови конфлікту

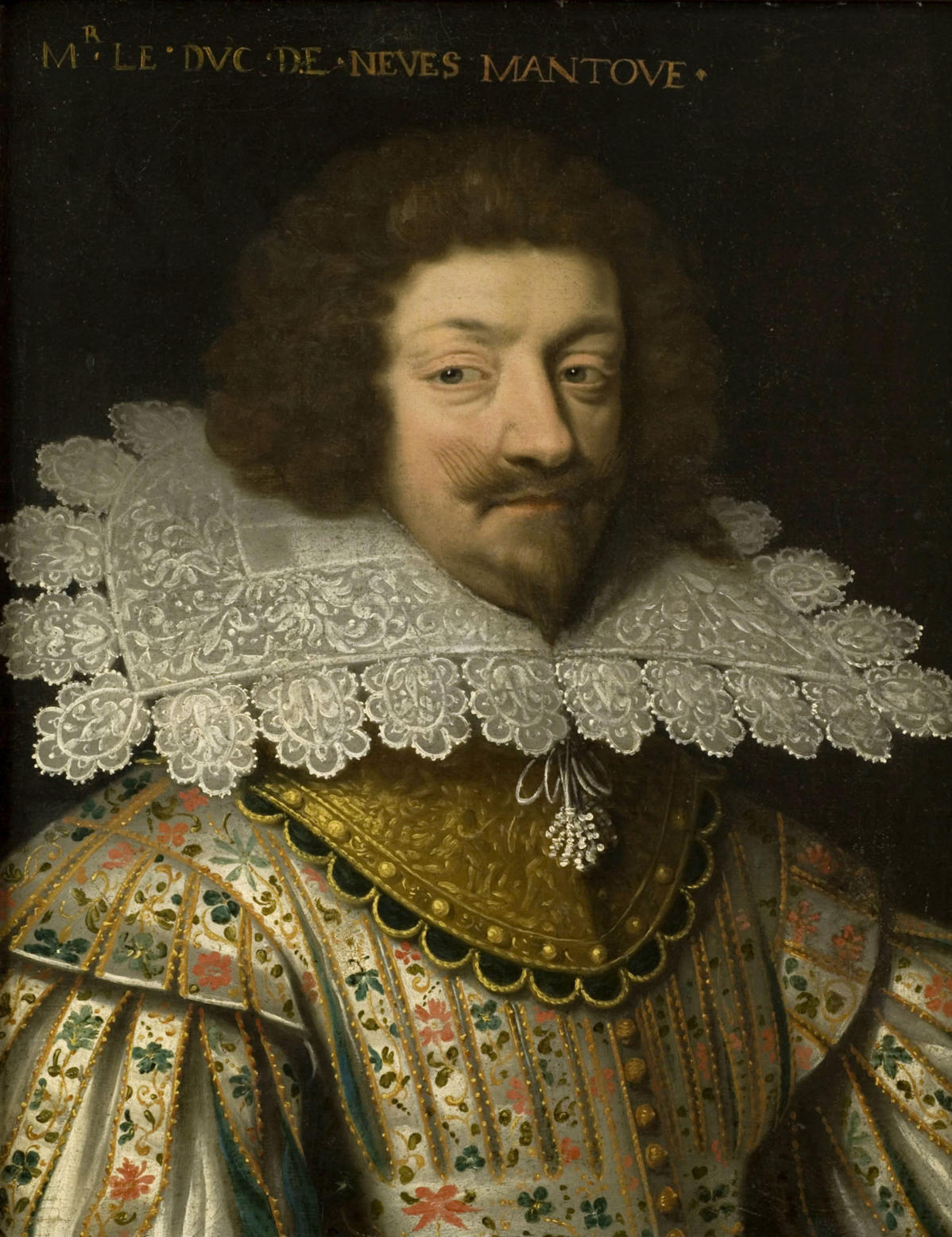
Карл II Гонзага-Неверський — головний претендент на мантуанську спадщину.

На початку XVII сторіччя Мантуанське герцогство і Монферратський маркізат знаходились у володінні Вінченцо II Гонзага, який не мав власних дітей і змушений був обирати спадкоємця серед представників двох бічних ліній — Гонзага-Гуасталла і Гонзага-Невер. Він призначив своїм нащадком Карла II Гонзага-Неверського. Молодий герцог Неверський мав маєтності у Франції, однак за порадою батька спішно одружився з Марією Гонзага (племінницею Вінченцо) зумисне, щоби мати змогу претендувати на мантуанські володіння. Вінченцо II Гонзага пішов з життя невдовзі після їхнього весілля.
Хоча за законом і волею померлого Карл II Гонзага-Неверський мав усі права на спадщину, представники родової гілки Гонзага-Гуасталла також заявили свої права на мантуанські володіння через свого представника Ферранте II. Цей родовий конфлікт обтяжували зовнішні обставини. Герцог Неверський через матір був споріднений з Лотаринзьким домом, а тому користувався беззаперечною підтримкою французького короля Людовика XIII. Його права на престол підтвердив і папа Урбан VIII. Рід же Гонзага-Гуасталла був під заступництвом іспанського короля Філіпа IV. Іспанія була зацікавлена в тому, щоби зберегти Мантую за собою, оскільки це полегшувало сполучення між іспанськими володіннями в Італії та Нідерландах. Імператор Фердинанд II Габсбург також захищав інтереси Ферранте II, маючи намір через ці поступки використати того у власній імперській політиці.
В наявний родовий конфлікт, підтримуваний великими державами, втрутилась і третя сторона. Дід Марії Гонзага, Карл Еммануїл I Савойський, хоча і не претендував на мантуанське герцогство, однак вирішив залишити за собою Монферрат.

## Перебіг війни

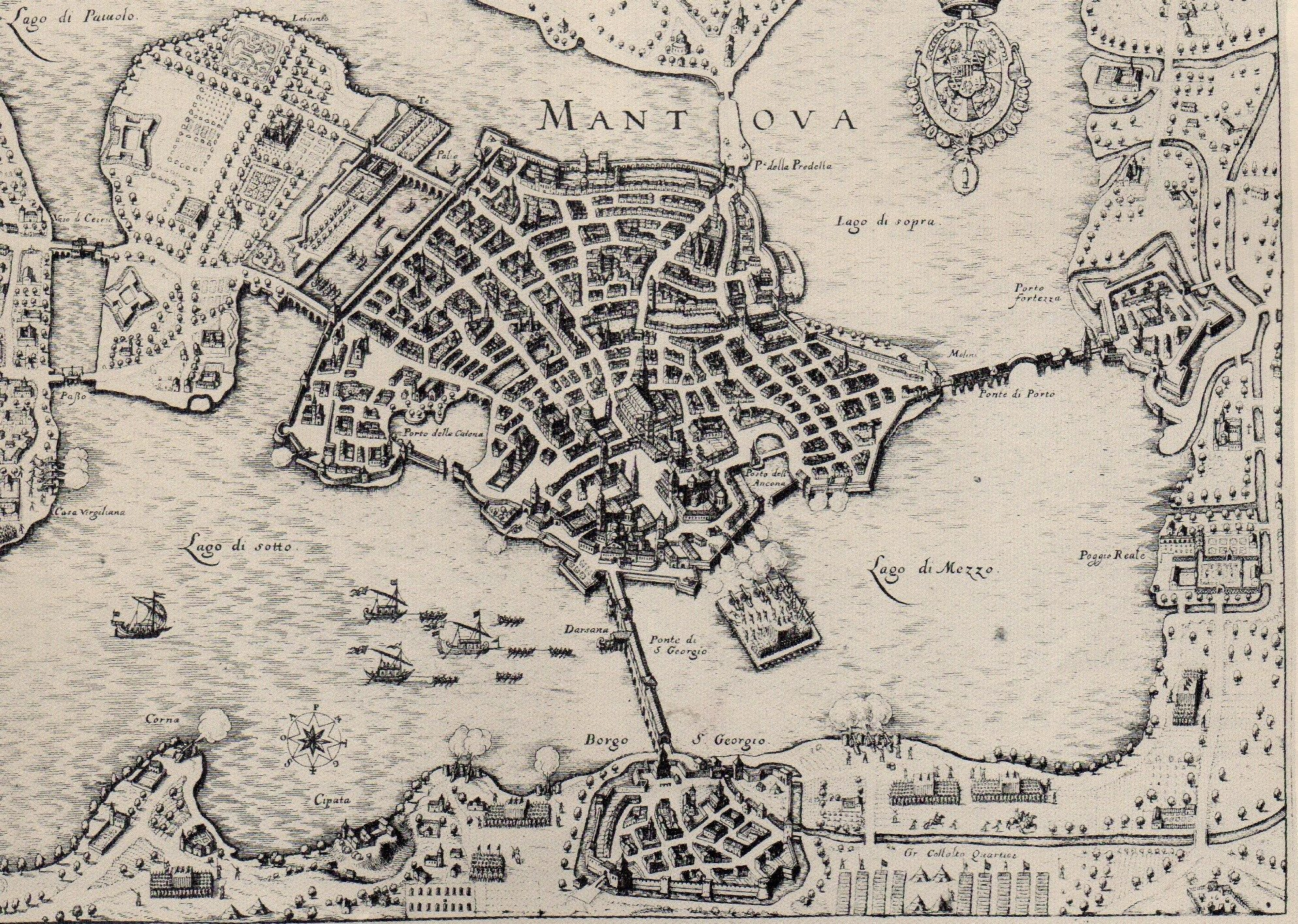
Облога Мантуї в 1630 році.

Оскільки герцог Гуасталла не мав достатньо сил, щоби захистити свої права проти герцога Неверського, іспанський губернатор Мілана Гонсало Фернандес ді Кордоба уклав сепаратний договір із Карлом Еммануїлом Савойським. Останньому він передав права на Монферрат в обмін на допомогу в захопленні Мантуї. Габсбурги підтримали Ферранте II тим, що наклали секвестр на мантуанське герцогство на підставі того, що він був імперським леном.
На початку 1628 року іспансько-савойське військо захопило монферратські міста Альбу, Монкальво і Трино, а військо герцога Неверського — Мантую. Іспанці відповіли на дії супротивника облогою столиці Казале-Монферрато. Однак в їхніх справах з'явилося ускладнення: герцог Савойський виявився аж надто успішнім полководцем і захопив більшу територію, ніж належала йому за договором. Іспанці побоювались, що в разі заперечень з їхнього боку Карл Еммануїл перейде на бік супротивника.
Однак і герцог Неверський натрапив на певні труднощі. Його неодноразові звернення до французької корони залишались без уваги, оскільки кардинал Рішельє, який на той час був фактичним правителем Франції, займався облогою Ла-Рошелі. Після падіння фортеці у травні 1628 року Рішельє направив військо до Італії. У березні 1629 року французи перейшли Альпи, захопили Сузу і зняли облогу з Казале. Карл Еммануїл Савойський уклав Сузький мир і перейшов на бік Франції. Французи повернулись на батьківщину, залишивши на звільнених землях невеликий гарнізон. У герцога Неверського з'явився ще один союзник — Венеційська республіка вступила у війну супротив іспанців на його боці.
Восени 1629 року з Німеччини на допомогу іспанцям вирушили ландскнехти під проводом графа Рамбольдо ді Колальто. Пройшовши через Швейцарію і Ломбардію, вони обложили Мантую і Казале-Монферрато. Водночас французи захопили Савойське герцогство, Пінероло і Салуццо. Під час зимової облоги Мантуї в місті почалася епідемія чуми, після запеклого супротиву Мантуя капітулювала 17 липня 1630 року. За три дні місто було повністю розграбоване. Герцог Неверський виїхав до Феррари, зазнала поразки і венеційська армія.
Незважаючи на перемогу, становище габсбурзьких військ залишалося непевним. По-перше, ландскнехти не мали повноважень починати війну за межами імперії без наказу Фердинада II, а той не квапився вирішувати справи Ферранте II, оскільки був зайнятий головним театром бойових дій у Тридцятилітній війні. По-друге, ландскнехти не мали підтримки серед італійців, оскільки на марші грабували місцеве населення не гірше за ворогів. До того ж саме вони занесли з Мантуї чуму до сусідніх міст. Її спалах у Мілані та Венеції влітку 1630 року відвернув увагу міланського губернатора від дій союзників.
13 жовтня 1630 року Габсбурги підписали Регенсбурзький мир, за умовами якого зобов'язались відвести своє військо з Італії в обмін на те, що французи залишать захоплені ними міста. При цьому право володіння Мантуєю залишалось за герцогом Неверським в обмін на незначні поступки з його боку для герцога Гуасталли і герцога Савойського. Через відмову кардинала Рішельє ратифікувати підписаний договір, німецькі війська спробували повернутись на залишені ними позиції, однак вторгнення шведського короля Густава II Адольфа до Німеччини змусило імператора підписати остаточний мирний договір в Кераско. Позиція його союзників-іспанців також значно ослабла через смерть їхнього воєначальника Амброзіо Спіноли.

## Наслідки
6 квітня 1631 року Іспанія була змушена підписати Кераскійський мир, який фактично означав її капітуляцію. За його умовами Франція відмовлялась від подальшого завоювання італійських земель, герцог Гуасталльський отримував у володіння лише Реджоло і Луццару. При цьому право володіння Мантуанським герцогством і Монферратським маркграфством залишалось за Карлом II Гонзага-Неверським, а захоплені французами Савою, Трино й Пінероло успадковував Віктор Аммадей I. Пізніше таємним договором останній обміняє Пінероло на Альбу, внаслідок чого Франція отримає зручний плацдарм для нападу на Італію з півночі.
Внаслідок війни за мантуанську спадщину позиції Франції на міжнародній арені значно підвищились. Це створило передумови для французьких претензій на панування над Італією, які через кілька століть реалізує Наполеон. Розорена Мантуя назавжди втратила своє значення культурного центра Італії.

## У культурі
З приводу перемоги Людовіка XIII у війні за мантуанську спадщину італійський поет Клавдіо Акілліні склав знаменитий сонет «Палайте, горни, дайте нам метал…» Згадки про Мантуанську війну містяться і в творах пізніших італійських письменників. Алессандро Мандзоні в романі «Заручені» описує загальний перебіг подій та, особливо, варварство ландскнехтів. Умберто Еко змальовує облогу Казале в романі «Острів напередодні».